# Lista odcinków serialu anime From Me to You: Kimi ni Todoke
Artykuł zawiera listę wszystkich wyemitowanych odcinków telewizyjnego serialu anime From Me to You: Kimi ni Todoke, wyprodukowanego na podstawie mangi autorstwa Karuho Shiiny przez studio Production I.G.
Pierwszy sezon emitowano od 6 października 2009 do 30 marca 2010, drugi sezon był nadawany od 5 stycznia do 30 marca 2011. Sezon trzeci zadebiutował na całym świecie na platformie Netflix 1 sierpnia 2024.

## Przegląd serii
| Sezon | Sezon | Odcinki | Premiera serii      | Finał serii     |
| ----- | ----- | ------- | ------------------- | --------------- |
|       | 1     | 25      | 6 października 2009 | 30 marca 2010   |
|       | 2     | 13      | 5 stycznia 2011     | 30 marca 2011   |
|       | 3     | 5       | 1 sierpnia 2024     | 1 sierpnia 2024 |

## Lista odcinków

### Sezon 1 (2009–2010)
| №  | Tytuł                                              | Premiera             |
| -- | -------------------------------------------------- | -------------------- |
| 1  | Prolog Purorōgu (プロローグ)                       | 6 października 2009  |
| 2  | Zamiana miejsc Sekigae (席替え)                    | 13 października 2009 |
| 3  | Po szkole Hōkago (放課後)                          | 20 października 2009 |
| 4  | Plotki Uwasa (噂)                                  | 27 października 2009 |
| 5  | Postanowienie Ketsui (決意)                        | 3 listopada 2009     |
| 6  | Przyjaciółki Tomodachi (友達)                      | 10 listopada 2009    |
| 7  | Sobotnia noc Doyō no yoru (土曜の夜)               | 17 listopada 2009    |
| 8  | Ćwiczę sama Jishuren (自主練)                      | 24 listopada 2009    |
| 9  | Nowa przyjaciółka Atarashii Tomodachi (新しい友達) | 1 grudnia 2009       |
| 10 | Współpraca Kyōryoku (協力)                         | 8 grudnia 2009       |
| 11 | Ktoś szczególny? Tokubetsu? (とくべつ？)           | 15 grudnia 2009      |
| 12 | Romantyczne uczucia Ren’ai kanjō (恋愛感情)        | 22 grudnia 2009      |
| 13 | Miłość Koi (恋)                                    | 5 stycznia 2010      |
| 14 | Kurumi (くるみ)                                    | 12 stycznia 2010     |
| 15 | Rywalka Raibaru (ライバル)                         | 19 stycznia 2010     |
| 16 | Nocna rozmowa Yobanashi (夜噺)                     | 26 stycznia 2010     |
| 17 | Dzień wolny Kyūjitsu (休日)                        | 2 lutego 2010        |
| 18 | Miłość Chizuru Chizuru no koi (千鶴の恋)           | 9 lutego 2010        |
| 19 | Marzenie Yume (夢)                                 | 16 lutego 2010       |
| 20 | Prezent Purezento (プレゼント)                     | 23 lutego 2010       |
| 21 | Pierwszy śnieg Hatsuyuki (初雪)                    | 2 marca 2010         |
| 22 | Boże Narodzenie Kurisumasu (クリスマス)            | 9 marca 2010         |
| 23 | Dwoje Futari (ふたり)                              | 16 marca 2010        |
| 24 | Urodziny Tanjōbi (誕生日)                          | 23 marca 2010        |
| 25 | Nowy rok Shinnen (新年)                            | 30 marca 2010        |

### Sezon 2 (2011)
| №  | Tytuł                                                 | Premiera         |
| -- | ----------------------------------------------------- | ---------------- |
| 26 | Nieodwzajemniona miłość Kataomoi (片想い)             | 5 stycznia 2011  |
| 27 | Walentynka Barentain (バレンタイン)                   | 12 stycznia 2011 |
| 28 | Druga klasa 2-nensei (2年生)                          | 19 stycznia 2011 |
| 29 | Zapomnij o tym Wasurete (忘れて)                      | 26 stycznia 2011 |
| 30 | Nieporozumienie Wakattenai (わかってない)             | 2 lutego 2011    |
| 31 | Ulubiona osoba Suki na hito (すきな人)                | 9 lutego 2011    |
| 32 | Miłość i nienawiść Kōi to meiwaku (好意と迷惑)        | 16 lutego 2011   |
| 33 | Po prostu odpuść Akirame chimae yo (あきらめちまえよ) | 23 lutego 2011   |
| 34 | Odkrycie Todoke (届け)                                | 2 marca 2011     |
| 35 | Wyznanie Kokuhaku (告白)                              | 9 marca 2011     |
| 36 | Od teraz Koko kara (ここから)                         | 23 marca 2011    |
| 37 | Po festiwalu Matsuri no ato (祭りのあと)              | 30 marca 2011    |
| 38 | Ważna osoba Daiji na hito (大事な人)                  | 30 marca 2011    |

### Sezon 3 (2024)
| №  | Tytuł                                                                                            | Premiera        |
| -- | ------------------------------------------------------------------------------------------------ | --------------- |
| 39 | Nie mógłbym cię znienawidzić Kirai ni nante naru wakeganai n da (嫌いになんてなるわけがないんだ) | 1 sierpnia 2024 |
| 40 | Wycieczka szkolna Shūgakuryokō (修学旅行)                                                        | 1 sierpnia 2024 |
| 41 | Dziewczyna i chłopak Kareshi to kanojo (彼氏と彼女)                                              | 1 sierpnia 2024 |
| 42 | Impreza świąteczna Kurisumasu pātī (クリスマスパーティー)                                        | 1 sierpnia 2024 |
| 43 | Szczęśliwa chwila Shiawase na hitotoki (幸せなひととき)                                          | 1 sierpnia 2024 |